# Каррьер, Луи Кретьен
Луи Кретьен Каррьер (фр. Louis Chrétien Carrière; 1771—1813) — французский военный деятель, дивизионный генерал (1812 год), барон (1808 год), участник революционных и наполеоновских войн.
Имя генерала выбито на Триумфальной арке в Париже.

## Биография
Родился в семье фермера Жана Каррьера (фр. Jean Louis Carrière; 1732—1777) и его супруги Марии Бассе (фр. Marie Catherine Basset).
1 апреля 1788 года поступил на военную службу простым драгуном в полк драгун Королевы (1 января 1791 года ставший 6-м драгунским). Служил в Северной армии. 23 ноября 1792 года переведён в звании младшего лейтенанта в 6-й гусарский полк. 20 апреля 1793 года получил звание лейтенанта. 23 сентября 1793 года назначен адъютантом генерала Дюма. Кстати именно дружба четырёх драгун: Дюма, Бомона, Эспаня и Пистона послужила основой для романа «Три мушкетёра». С 1793 по 1796 годы служил в Вандее, с 1796 по 1797 годы – в Италии. 22 сентября 1796 года зачислен в штаб Итальянской армии. 5 октября 1796 года получил звание капитана.
Продолжая выполнять функции адъютанта Дюма, 19 мая 1798 года был зачислен в Египетскую экспедицию. 25 июля 1799 года произведён в командиры эскадрона, и 14 августа 1799 года получил должность адъютанта Мюрата. По возвращении во Францию, принял участие в сражениях при Верчелле 27 мая и при Маренго 14 июня 1800 года.
17 апреля 1801 года произведён в полковники. 1 февраля 1805 года возглавил 10-й гусарский полк. Блестяще провёл Австрийскую кампанию 1805 года в составе 5-го корпуса Ланна, отличился при Вертингене и Аустерлице.
24 декабря 1805 года Бомон был произведён в бригадные генералы, и назначен первым адъютантом Мюрата. 9 марта 1806 года занял Везель.
В Прусской и Польской кампаниях Бомон вновь в гуще событий. 16 октября, после сражения при Йене, временно возглавил бригаду Мийо, и с 3-й драгунской дивизией преследовал разбитого врага по дороге на Апольду. Участвовал в сражении при Пренцлау 28 октября. Затем вновь возвращается к своим обязанностям 1-го адъютанта принца Мюрата. 14 мая 1807 года при Данциге разбивает вражеский корпус, захватывает всю его артиллерию и множество пленных. В этот же день возглавил бригаду лёгкой кавалерии 1-го корпуса. Отличился при Фридланде.
6 октября 1808 года в Нёйи-сюр-Сене женился на Юрбен Делима Баретто (фр. Urbaine Delima Baretto; 1780—), от которой имел дочь.
С 1808 по 1811 год служил в Испании. 7 сентября 1808 года вместе с 1-м корпусом был переведён в состав Армии Испании. 18 сентября передан во 2-й корпус маршала Бессьера. 15 декабря вновь служит под началом маршала Виктора в 1-м корпусе. Сражаелся при Уклесе 15 января 1809 года, при Медельине 28 марта захватил 6000 пленных, в Алькабоне 26 июля разбил драгунов Виллы-Вициозы, был ранен при Талавере 28 июля, при Оканье 19 ноября. 5 марта 1811 года у Санти Петри с 150 драгунами 1-го драгунского полка остановил два английских эскадрона.
В конце 1811 года Бомон был отозван во Францию, и 25 декабря возглавил 1-ю бригаду 2-й кирасирской дивизии. Участвовал в Русской кампании, отличился при Смоленске и Бородино. 4 и 17 октября участвовал в двух боях под Москвой, а с 18 октября командовал бригадой пешей кавалерии. 4 декабря 1812 года стал дивизионным генералом.
В Саксонской кампании 1813 года командовал дивизией лёгкой кавалерии, которая с 22 марта по 5 мая входила в состав 3-го корпуса Нея, с 5 мая по 15 августа — 6-го корпуса Мармона, с 15 августа по 17 сентября — 12-го корпуса Удино. Принимал участие в сражениях при Лютцене, Лейпциге и Ханау. 2 декабря возглавил 5-ю дивизию лёгкой кавалерии. Неожиданно умер в Меце 16 декабря 1813 года.

## Воинские звания
- Драгун (1 апреля 1788 года);
- Младший лейтенант (23 ноября 1792 года);
- Лейтенант (20 апреля 1793 года);
- Капитан (5 октября 1796 года);
- Командир эскадрона (25 июля 1799 года, утверждён 21 апреля 1800 года);
- Полковник (17 апреля 1801 года);
- Бригадный генерал (24 декабря 1805 года);
- Дивизионный генерал (4 декабря 1812 года).

## Титулы

Герб барона

- Герб баронаБарон Бомон и Империи (фр. baron  Beaumont et de l'Empire; декрет от 19 марта 1808 года, патент подтверждён 26 октября 1808 года в Париже)[2][3].

## Награды
Легионер ордена Почётного легиона (11 декабря 1803 года)
 Офицер ордена Почётного легиона (14 июня 1804 года)
 Коммандан ордена Почётного легиона (14 мая 1807 года)
 Кавалер ордена Железной короны